# Elina Neczajewa
Elina Neczajewa (est. Elina Netšajeva; ur. 10 listopada 1991 w Tallinnie) – estońska piosenkarka i sopranistka.

## Kariera
W 2009 zadebiutowała w trzecim sezonie programu Eesti otsib superstaari, jednak została wyeliminowana w rundzie przedwstępnej. Ukończyła szkołę muzyczną w Tallinie w 2011 oraz Estońską Akademię Muzyki i Teatru ze stopniem magistra śpiewu klasycznego w 2016. Współprowadziła półfinały programu Eesti Laul 2017 wraz z Marko Reikopem. 3 marca 2018 wygrała Eesti Laul 2018 z piosenką „La forza”, z którą reprezentowała Estonię w finale Konkursu Piosenki Eurowizji, w którym zajęła ósme miejsce.
W 2022 roku podjęła nieudaną próbę reprezentowania Estonii w 66. Konkursie piosenki Eurowizji  z piosenką  „Remedy”, zajmując w Eesti Laul 2022 6. miejsce.
Ma korzenie rosyjskie oraz czuwaskie. Pracowała także jako modelka.